# Хелберг, Саймон
Саймон Максвелл Хелберг (англ. Simon Maxwell Helberg, род. 9 декабря 1980 года, Лос-Анджелес, Калифорния) — американский актёр кино и телевидения, комик. Наиболее известен по роли Говарда Воловица в комедийном сериале «Теория Большого взрыва».

## Биография
Саймон Хелберг родился в Лос-Анджелесе в семье актёра Сэнди Хелберга. Саймон воспитывался в иудаизме, по его словам, «консервативно-реформистского толка, но с течением времени всё более реформистского».
Хелберг в 2002 году играет в восьмом сезоне скетч-шоу на канале MADtv. Его присутствие на MADtv ограничилось только одним сезоном, в конце которого его контракт не был продлен.
Хелберг появляется в 2002 году в фильме «Король вечеринок» как один из ботанов, для которых Ван Вайлдер устраивает вечеринку.
В 2004 году играет в 2-х эпизодах «Reno 911!» учащегося автошколы в Raineesha X и юношу, которому мать пытается купить проститутку, в «Не без моих усов». С 2004 по 2006 год играет Сета в американском ситкоме «Джоуи». С 2006 по 2007 небольшую роль в драме «Студия 60 на Сансет-Стрип»
Начиная с 2007 года Хелберг играет Говарда Воловица, весёлого инженера в ситкоме «Теория Большого взрыва». Роль Саймона — один из ярких и комичных персонажей телесериала, Говард Воловиц — маленький самоироничный инженер в Калифорнийском технологическом институте.
Дебютировал как режиссёр с фильмом «Не видать нам Париж, как своих ушей», где также сыграл главную роль. Один из любимых режиссёров комика — Вуди Ален, это можно заметить в его фильме.

## Личная жизнь
C 15 июля 2007 года женат на актрисе Джозелин Таун, племяннице Роберта Тауна. У супругов двое детей: дочь Эделин Хелберг (род. 08.05.2012) и сын Уайлдер Таун Хелберг (род. 23.04.2014).

## Избранная фильмография
| Год       |    | Русское название                    | Оригинальное название              | Роль                                     |
| --------- | -- | ----------------------------------- | ---------------------------------- | ---------------------------------------- |
| 2001—2002 | с  | Сабрина — маленькая ведьма          | Sabrina, the Teenage Witch         | продавец магазина путешествий во времени |
| 2002      | ф  | Король вечеринок                    | National Lampoon's Van Wilder      | Вернон                                   |
| 2003      | ф  | Клава, давай!                       | Less Than Perfect                  | Артур                                    |
| 2003      | ф  | Старая закалка                      | Old School                         | Джерри                                   |
| 2003—2013 | с  | Замедленное развитие                | Arrested Development               | помощник Мэйби Фюнке                     |
| 2004      | ф  | История Золушки                     | A Cinderella Story                 | Терри Андерсон                           |
| 2004—2006 | с  | Джоуи                               | Joey                               | Сет                                      |
| 2006—2007 | с  | Студия 60 на Сансет-Стрип           | Studio 60 On Sunset Strip          | Alex Dwyer                               |
| 2007—2019 | с  | Теория Большого взрыва              | The Big Bang Theory                | Говард Воловиц                           |
| 2008      | ф  | Музыкальный блог Доктора Ужасного   | Dr. Horrible’s Sing-Along Blog     | Мокрый                                   |
| 2009      | ф  | Серьёзный человек                   | A Serious Man                      | Младший раввин Скотт Гинзлер             |
| 2012      | мс | Сорвиголова Кик Бутовски            | Kick Buttowski: Suburban Daredevil | Рональдо                                 |
| 2014      | ф  | Не видать нам Париж, как своих ушей | We'll Never Have Paris             | Куинн                                    |
| 2010      | с  | Гильдия                             | The Guild                          | Gamemaster                               |
| 2016      | ф  | Примадонна                          | Florens Foster Jenkins             | Косме Макмун                             |
| 2021      | ф  | Аннетт                              | Annette                            | Аккомпаниатор                            |
| 2022      | ф  | Два билета на Марс                  | Space Oddity                       | Дмитрий                                  |
| 2022      | ф  | Они сделали нас такими              | As They Made Us                    | Нэйтан                                   |